# 福山理子
福山 理子（ふくやま りこ 1975年11月6日 - ）は、日本の女性タレント、キャットファイター。

## 経歴
トンボエンターテイメントに所属していた。プロ雀士としても活躍中。また、プロレス、キックボクシングのリングにも上がった経験がある。

## 出演

### テレビ
- 1996年「出動!ミニスカポリス」（テレビ東京）初代ミニスカポリス[1]）
- 2007年「Cat Fight plus」（ティーエフエムプラス）
- 2016年「有吉反省会」（日本テレビ）
- 柔術やろうぜ!（2019年11月3日 ‐ 2020年1月27日、tvk） ‐ リポーター

### テレビドラマ
- 1994年　君といた夏 第4話（フジテレビ）
- 2006年　松本清張スペシャル・指　（日本テレビ）
- 2013年　終電バイバイ 第6話（TBS） - プロレスの女 役

### ウェブテレビ
- 給与明細（2019年1月21日[2]、AbemaTV）

### ラジオ
- Missy & Lady 美アキバ通信!（2013年、ラジカメSTATION!）

### 映画
- シェリー（2013年） - 佐藤陽子 役
- アイドルスナイパー THE MOVIE（2020年10月3日、K-Network Family） - 信楽玄子 役[3]
- バーミリオン（2022年12月4日、オーピー映画） - レディース・バーの女 役[4]

### オリジナルビデオ
- サドルの女（2004年）
- サイレン島（2006年）
- やる気まんまん（2007年）
- むこうぶち11 高レート裏麻雀列伝　鉄砲玉（2014年）
- 天和飛翔伝 神業の指を持つ女（2014年）

## 作品

### 写真集
- Wing Wing（2017年9月26日、ワニブックス、撮影：ZIGEN）ISBN　978-4847049590

### DVD
- 月刊隆行通信21（2007年、スタジオデュオ）
- クイコミ（2004年、イーネットフロンティア）
- 大クイコミ（2004年、イーネットフロンティア）
- アイドル魂 Ver.M マゾヒスト（2005年、ハピネット）
- アイドル魂 Ver.S サディスト（2005年、エー・エス・ジェイ）
- ワレメマニア（イーネット・フロンティア）
- ハニートラップ（2013年、キングダム）
- 美脚獣（2015年、グラッソ）

## 参考・外部リンク
- 福山理子 (@rikofukuyama) - X（旧Twitter）
- 福山理子オフィシャルブログ「リコの一粒三〇〇メートル」
- 福山理子のブログ 自身による旧ブログ
- WEBオートバイ
- JETCOASTERGIRL（自身が参加するユニット）
- 日本プロ麻雀協会